# Santa Maria (Laguna)
Santa Maria is een gemeente in de Filipijnse provincie Laguna op het eiland Luzon. Bij de laatste census in 2010 telde de gemeente bijna 27 duizend inwoners.

## Geografie

### Bestuurlijke indeling
Santa Maria is onderverdeeld in de volgende 25 barangays:
| - Adia - Bagong Pook - Bagumbayan - Barangay I - Barangay II - Barangay III - Barangay IV - Bubukal - Cabooan - Calangay - Cambuja - Coralan - Cueva | - Inayapan - Jose Laurel, Sr. - Jose Rizal - Kayhakat - Macasipac - Masinao - Mataling-Ting - Pao-o - Parang Ng Buho - Santiago - Talangka - Tungkod |

## Demografie
Santa Maria had bij de census van 2010 een inwoneraantal van 26.839 mensen. Dit waren 572 mensen (2,2%) meer dan bij de vorige census van 2007. Ten opzichte van de census van 2000 was het aantal inwoners gegroeid met 2.265 mensen (9,2%). De gemiddelde jaarlijkse groei in die periode kwam daarmee uit op 0,89%, hetgeen lager was dan het landelijk jaarlijks gemiddelde over deze periode (1,90%).

De bevolkingsdichtheid van Santa Maria was ten tijde van de laatste census, met 26.839 inwoners op 108,4 km², 247,6 mensen per km².